# Gene Saks
Jean Michael Saks, conhecido por Gene Saks (New York City, 8 de novembro de 1921 - East Hampton, 28 de março de 2015), foi um ator, cineasta e diretor teatral norte-americano.
Diretor do musical  "I Love My Wife" e das peças "Bright Beach Memoirs" e "Biloxi Blues", é ganhador de três Tony Award. No cinema, dirigiu Descalços no Parque,  "Mame" (1974),  "Confissões de Um Adolescente" (1986) e "Doce Infidelidade" (1992).